# USS LST-420
O USS LST-420 foi um navio de guerra norte-americano da classe LST que operou durante a Segunda Guerra Mundial.